# António Borges
António Mendo de Castel-Branco do Amaral Osório Borges GCIH (Ramalde, Porto, 18 de Novembro de 1949 – Lisboa, 25 de Agosto de 2013) foi um economista e professor universitário português. Ele também foi diretor administrativo e assessor internacional da Goldman Sachs.

## Carreira
Depois de se licenciar em Economia e Finanças, no ano de 1972, no antigo Instituto Superior de Ciências Económicas e Financeiras da antiga Universidade Técnica de Lisboa, António Borges estabeleceu-se nos Estados Unidos, em 1976. Neste país obteve os graus de mestre e doutor em Economia, o último dos quais em 1980, na Universidade de Stanford. 
No mesmo ano em que obteve o seu doutoramento, iniciou funções docentes no INSEAD, em França.
Posteriormente, voltaria a Portugal, dedicando-se igualmente à docência, na Faculdade de Economia da Universidade Nova de Lisboa, de 1990 a 1993. Assumiu então a função de vice-governador do Banco de Portugal. 
No ano de 1993 António Borges regressou ao INSEAD, tornando-se seu director e reitor, até 2000. 
Do seu currículo de administrador de empresas constaria a passagem pela Administração de bancos — Citibank, BNP Paribas e, entre 2000 e 2008, com o cargo de vice-presidente do Conselho de Administração, o Banco Goldman Sachs International, em Londres.; e grandes empresas portuguesas — Petrogal, Sonae, Jerónimo Martins, Cimpor e Vista Alegre.
Assumiu ainda funções em entidades públicas a nível internacional; foi consultor do Departamento do Tesouro dos Estados Unidos, do U.S. Electric Power Research Institute, da OCDE e colaborou com a União Europeia na criação da União Económica e Monetária. 
Em 2010 seria nomeado diretor do Departamento Europeu do Fundo Monetário Internacional. 
Foi ainda professor catedrático convidado da Faculdade de Ciências Económicas e Empresariais da Universidade Católica Portuguesa, Presidente do Instituto Europeu de Corporate Governance e administrador da Fundação Champalimaud. 
Militante do Partido Social Democrata, do qual foi vice-presidente, sendo líder Manuela Ferreira Leite, entre 2008 e 2010, seria em seguida encarregado pelo primeiro-ministro Pedro Passos Coelho para liderar uma equipa que acompanhava, junto da troika, os processos de privatizações, as renegociações das parcerias público-privadas, a reestruturação do sector empresarial do Estado e a situação da banca, até então competências habitualmente cometidas ao Ministro da Economia, e que no executivo de Passos Coelho foram atribuídas a um elemento de fora do governo (em vez do titular da pasta da Economia, que era então Álvaro Santos Pereira). 
No contrato celebrado no dia 29 de Fevereiro de 2012 entre a empresa estatal Parpública Borges foi contratado António Borges como consultor para um extenso programa de privatizações inscrito no Memorando de entendimento com a troika como a RTP e os CTT. O contrato foi assinado entre a Parpública e a empresa ABDL L.da, uma sociedade por quotas entre António Mendo de Castel-Branco Borges e Diogo José Fernandes Homem de Lucena, em que António Borges tem uma quota de 15.012,02 euros e de Lucena uma de 4.987,98 euros.
De acordo com o contrato, em vigor desde o dia 1 de Fevereiro de 2012, a Parpública paga à referida sociedade uma verba mensal de 25 mil euros mais IVA, acrescida do reembolso de despesas "indispensáveis para a concretização do trabalho e previamente autorizadas, designadamente no caso de viagens ao estrangeiro, as quais deverão ser documentadas e respeitar as normas aplicáveis ao sector público".
De 1 de Fevereiro de 2012 a 1 de Fevereiro de 2013 António Borges recebeu 300.000 euros, mais despesas fora o montante das despesas efectuados neste ano de contrato que foi, entretanto, renovado por mais um ano.

### Condecorações
A 9 de Junho de 2014 foi agraciado com a Grã-Cruz da Ordem do Infante D. Henrique a título póstumo.

## Vida pessoal

### Família, casamento e descendência
Era filho primogénito de Rui Lourenço do Amaral Osório Drummond Borges (Oliveira de Azeméis, Oliveira de Azeméis, 18 de Julho de 1923 - Alter do Chão, 7 de Dezembro de 1988), trineto do 2.º Barão e 1.º Visconde de Almeidinha, e de sua mulher (Alter do Chão, Alter do Chão, 27 de Dezembro de 1948) Maria Inês Gagliardini Graça Caldeira de Castel-Branco (Lisboa, Anjos, 9 de Abril de 1922 - Porto, 14 de Março de 1990), neta paterna do 1.º Visconde de Alter do Chão e sobrinha-trineta do 1.º Barão de Brissos, de ascendência Italiana. Era três vezes primo em segundo grau de Martim Borges de Freitas. Por morte de seu pai, foi co-Senhor da Casa da Barreira, em Alter do Chão.
Casou em Paredes, Bitarães, a 26 de Agosto, com Isabel Maria Ferreira da Silva de Araújo Sobreira (Lisboa, Campo Grande, 21 de Abril de 1955), filha do Eng.º João da Cunha de Araújo Sobreira e de sua mulher Maria Alzira Carneiro de Vasconcelos Ferreira da Silva, da qual teve três filhos e uma filha: António Mendo Sobreira de Castel-Branco Borges (Lisboa, 24 de Julho de 1973), solteiro e sem geração, João Pedro Sobreira de Castel-Branco Borges (Porto, 2 de Junho de 1975), solteiro e sem geração, Sofia Sobreira de Castel-Branco Borges (São Francisco, Califórnia, 1 de Novembro de 1976), casada com João Pedro Mendes Carreiro Gomes (3 de Maio de 1973), com geração, divorciado com geração feminina de Isabel Margarida Gonçalves da Palma Valente (16 de Março de 1975), e Gonçalo Sobreira de Castel-Branco Borges (30 de Maio de 1980), solteiro e sem geração.
Em 2002 António Borges foi considerado no "Livro Genealógico das Famílias desta Cidade de Portalegre de Manuel da Costa Juzarte de Brito", da autoria de Nuno Gonçalo Pereira Borrego e Gonçalo Manuel de Mello Gonçalves Guimarães, como sendo "um dos mais brilhantes economistas portugueses da actualidade". Foi proprietário agrícola no concelho de Alter do Chão, onde foi presidente da Assembleia Municipal (2001-2009), e donde a sua família materna era oriunda.

### Doença
No Verão de 2010, foi-lhe diagnosticado cancro do pâncreas, do qual viria a falecer no dia 25 de Agosto de 2013. Dias antes tinha aceitado o convite do então presidente do FMI, Dominique Strauss-Kahn, para ser o seu número dois em Washington, ficando à frente do departamento Europeu, da Rússia, da Ucrânia e da Turquia.

## Posições pessoais
Em 2011, Borges ganhou 225.000€00 euros livres de impostos. Defendeu que reduzir salários "não é uma política, é uma urgência".
Em 2012, aquando da apresentação da parte do Governo duma proposta de redução da Taxa Social Única para as empresas, a qual foi rejeitada pela maioria dos empresários, António Borges acusou-os de serem "completamente ignorantes" e que "nunca passariam no primeiro ano do seu curso" se fosse seu professor, por desconhecerem a significância da medida, o que lhe valeu críticas dos mesmos.